# Arnold Nordmeyer

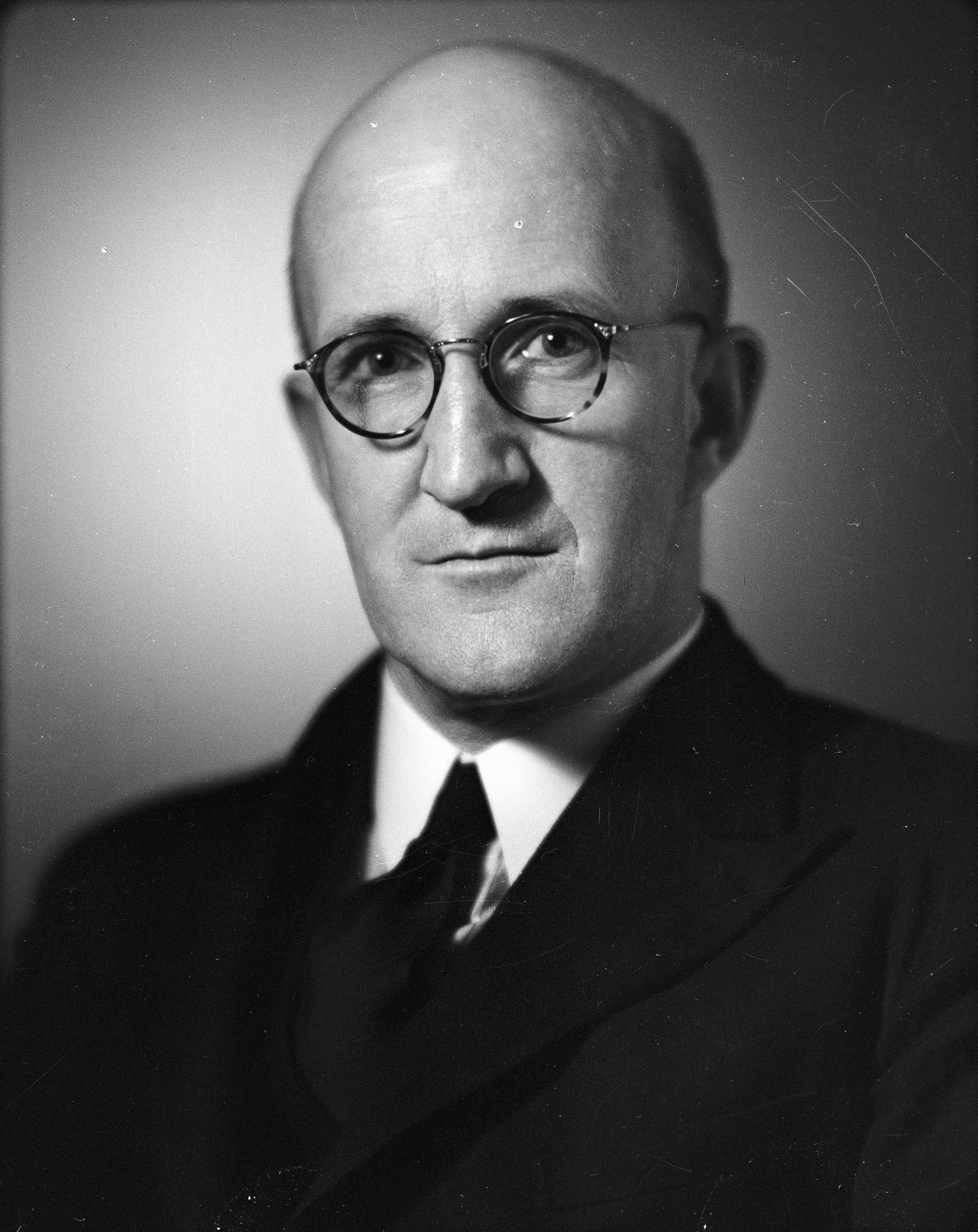
Arnold Nordmeyer (1950)

Heinrich Arnold Nordmeyer ONZ, KCMG (* 7. Februar 1901 in Dunedin; † 2. Februar 1989 in Wellington), später bekannt geworden als Arnold Henry Nordmeyer, war ein neuseeländischer Pfarrer der Presbyterian Church of Aotearoa New Zealand, Politiker und Vorsitzender der New Zealand Labour Party.

## Leben und Wirken

### Ausbildung, Beruf und Familie
Heinrich Arnold Nordmeyer wurde am 7. Februar 1901 als Sohn des deutschen Seemanns Arnold Nordmeyer und seiner Frau Martha Dunn in Dunedin geboren. Seine Mutter, eine geborene Walker, stammte aus dem County Tyrone, Ulster, im heutigen Nordirland. Sie war verwitwet und brachte aus der vorherigen Ehe drei Kinder in die Familie mit. Sein Vater, nach Neuseeland immigriert, arbeitete auf einem Schwimmbagger in den Goldfeldern von Alexandra.
Nach dem Besuch der Primary School in Alexandra wechselte Nordmeyer auf die Waitaki Boys' High School in Oamaru und absolvierte mit einem Bachelor of Arts in Sozialwissenschaften an der University of Otago in Dunedin. Anschließend  widmete er sich dem Studium der Theologie am Knox College, ebenfalls in Dunedin. 1925 wurde er von der Presbyterian Church of Aotearoa New Zealand zum Priester geweiht. Noch im selben Jahr zog er nach Kurow, westlich von Oamaru, und diente dort bis 1935 zehn Jahre als Gemeindepfarrer. 1932 wurde er in den Vorstand des Waitaki Hospital gewählt und war u. a. Schiedsrichter der Waitaki Rugby Union.
Am 28. Oktober 1931 heiratete Nordmeyer Frances Maria Kernahan in Oamaru. Aus der Ehe gingen eine Tochter und ein Sohn hervor.
Betroffen von den harten Arbeits- und Lebensbedingungen der Arbeiter am Kurow-Staudamm, bekam Nordmeyer Interesse an aktiver Politikgestaltung.

### Politische Karriere
Nachdem er sein Pfarramt aufgegeben hatte, trat Nordmeyer in der General Election 1935 für die Labour Party im Wahlkreis Oamaru mit dem Ziel an, ein Direktmandat im House of Representatives zu gewinnen. Labour gewann die Parlamentswahlen mit 52 Sitzen mit großem Abstand vor seinen Konkurrenten und Nordmeyer sein Direktmandat. Erstmals im Parlament trat Nordmeyer als befähigter Debattenredner in Erscheinung, unterstützte den sozialistischen Flügel der Partei unter John A. Lee und ging mit dieser Gruppe in Opposition zu den Parteigrößen Michael Joseph Savage, Peter Fraser und Walter Nash, die seinerzeit als Premierminister, stellvertretender Premierminister und Finanzminister das Rückgrat der ersten Labour-Regierung in Neuseeland bildeten. Nordmeyer und den anderen gingen die politischen Veränderungen nicht weit genug. Mit einer komfortablen Mehrheit ausgestattet, hätte die Labour-Regierung ihrer Meinung nach noch mehr soziale Maßstäbe im Lande setzen können.
Nordmeyer setzte sich anfänglich für die Verbesserung der sozialen Absicherung im Alter und im Gesundheitssystem ein und übernahm für den Gesundheitsbereich als Minister unter Premierminister Peter Fraser im Januar 1941 erstmals Regierungsverantwortung. 1947 übernahm er das Amt des Minister of Industries and Commerce (Industrie und Handel). 1949 verlor Labour die Regierungsmacht und mit ihnen Nordmeyer sein Ministeramt und seinen Wahlkreis in Oamaru.
Als Fraser 1950 starb, bekam Nordmeyer im Februar 1951 seinen Sitz im Parlament über den Wahlkreis Brooklyn, der später in den Wahlkreis Island Bay integriert wurde. Von 1950 bis 1955 hatte Nordmeyer die Präsidentschaft in der Labour Party inne und wurde nach der erneuten Regierungsübernahme durch Labour im Jahr 1957 unter Walter Nash zum Finanzminister berufen. Doch kurz nach der Regierungsübernahme entwickelte sich durch den Einbruch der Exportwirtschaft das Staatsdefizit rasant. Nordmeyer versuchte das Handelsdefizit durch höhere Steuern auf Importgüter in den Griff zu bekommen. Doch die Steuer auf Bier und Tabakwaren, die nur eine aus einem größeren Maßnahmenpaket war, traf den Nerv der Neuseeländer besonders. Von der Opposition als „Black Budget“ bezeichnet, brandmarkte der Begriff die unpopulären Maßnahmen und führte dazu, dass bereits zu den Wahlen 1960 Labour die Regierungsmacht wieder verlor und Nordmeyer seitdem mit dem Begriff „Black Budget“ in Verbindung gebracht wurde.

### Nach dem Ausscheiden aus der Politik
1969 zog sich Nordmeyer aus der aktiven Politik zurück. Nun 68-jährig, übernahm er auf Einladung die Rolle als Schlichter in verschiedenen Arbeitskonflikten in der Fleischindustrie, wurde Mitglied im Verwaltungsrat des Wellington Hospital, übernahm Direktorenposten in der Reserve Bank of New Zealand und in der Maui Development Limited und wurde Vorstandsvorsitzender der New Zealand Superannuation Corporation. 1970 wurde ihm der Doctor of Law der University of Otago verliehen. Im selben Jahr folgte die Auszeichnung mit dem CMG des Order of St. Michael and St. George mit der Beförderung zum KCMG im Jahr 1975. Am 6. Februar 1987 wurde Nordmeyer mit dem Order of New Zealand ausgezeichnet und war damit der erste überhaupt, der diese Auszeichnung erhielt.
Arnold Nordmeyer starb am 2. Februar 1989. Seine Familie verzichtete auf ein Staatsbegräbnis und verstreute statt einer Bestattung seine Asche am Lake Ōhau.

## Politische Ämter
- 1935 – 1949 – Mitglied des House of Representatives für den Wahlkreis Oamaru
- 1940 – 1950 – Vizepräsident der Labour Party
- 1951 – 1960 – Mitglied des House of Representatives für den Wahlkreis Brooklyn, später Island Bay, in Wellington
- 1950 – 1955 – Präsident der Labour Party
- 1963 – 1965 – Fraktionsführer der Labour Party im Parlament[4][5]

## Regierungsämter
- 1941 – 1947 – Minister of Health (Gesundheit)
- 1947 – 1949 – Minister of Industries and Commerce (Industrie und Handel)
- 1957 – 1960 – Minister of Finance (Finanzen)[4][5]

## Auszeichnungen
- 1970 – Doctor of Law der University of Otago
- 1970 – CMG des Order of St. Michael and St. George
- 1975 – KCMG des Order of St. Michael and St. George
- 1987 – Order of New Zealand